# عازفو بريمن

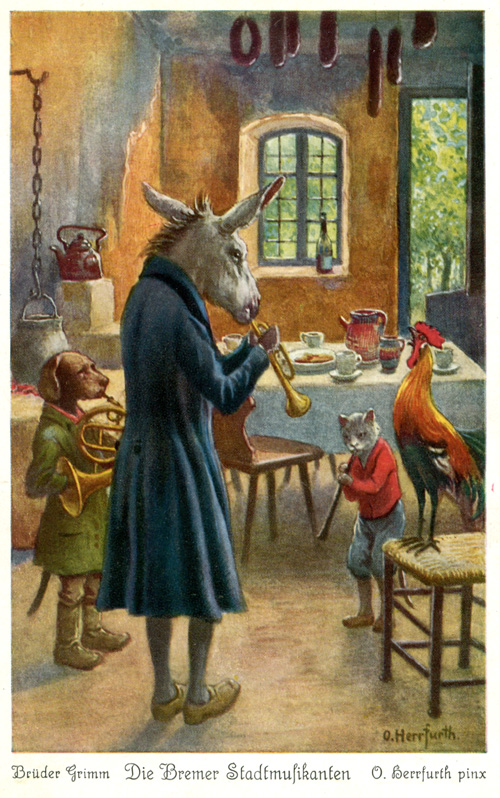
نهاية القصة، عمل فني لأوسكار هيرفورث

«عازفو بريمن» (بالألمانية: Die Bremer Stadtmusikanten) هي قصة شعبية خيالية جمعها الأخوان غريم ونشرت سنة 1819 في كتاب «حكايا خرافية من ألمانيا» أو ما يعرف اليوم باسم «حكايا غريم الخرافية».
وهي تحكي قصة 4 حيوانات أليفة منبوذة (حمار، كلب، قطة، ديك) حاول مالكوها التخلص منها. إلتقت الحيوانات على طريق مدينة بريمن الألمانية وقررت تشكيل فرقة موسيقية تجوب شوارع المدينة. ورغم ما يوحي إليه عنوان القصة إلى أن الحيوانات لم تصل أبدا إلى مدينة بريمن، فقد وجدت مجموعة الحيوانات كوخا تسكنه عصابة لصوص فقاموا بإخافتهم وطردهم واستحوذوا على الكوخ حيث عاشوا فيه بقية أيامهم، وتخلوا عن فكرة الذهاب إلى بريمن.
«عازفو بريمن» هي قصة من النوع 130 في تصنيف آرون طومسون (بالانجليزية:Aarne–Thompson–Uther Index) للحكايا الشعبية والدراسات الفلكورية.

## أصل القصة
الأخوان غريم هما أول من نشر القصة في الطبعة الثانية من كتاب «حكايا خرافية من ألمانيا» سنة 1819، اعتمادا على قصة الحكواتي الألماني فيهمان (1755–1815)
(بالإنجليزية: Dorothea Viehmann).

## القصة
في قرية قريبة من مدينة بريمن، عاش طحان يملك حمارًا كان يحمل عليه أكياس الطحين لسنوات طويلة إلى أن صار الحمار عجوزًا ولم يعد قادرًا على العمل لذلك قرر مالكه التخلص منه والحصول على جلده. شعر الحمار باقتراب المشاكل فهرب في ظلام الليل بعد أن قرر أن يصير عازفا متجولًا في شوارع مدينة بريمن.
في الطريق، التقى الحمار بكلب صار عجوزًا ولم يعد قادرًا على الصيد لذلك تخلص منه صاحبه؛ اقترح الحمار على الكلب أن يرافقه إلى بريمن ليشكلا فرقة موسيقية في المدينة فوافق الكلب. ثم التقيا بقطة عجوزة كانت تفضل الجلوس أمام الموقد بدلاً من صيد الفئران، لذا قررت صاحبتها التخلص منها؛ ثم انضمت القطة إلى الفرقة. وأخيراً التقوا بالديك ذي الصوت الجميل، الذي هرب لأن صاحبة المنزل أرادت أن تعده حساءًا للضيوف.
انطلقت المجموعة في طريقها إلى بريمن، على أمل أن يعملوا جميعاً كفرقة موسيقية. في الليل وعندما وصلوا إلى غابة، جلس الحمار والكلب تحت شجرة كبيرة، أما القطة والديك فقد جلسا على الأغصان الكبيرة. رأى الديك من مكانه ضوءاً من بعيد، فذهب الأصدقاء باتجاه الضوء على أمل العثور على ملجأ وطعام. كان الضوء صادراً عن كوخ في الغابة.
رأى الأصدقاء داخل الكوخ عصابة لصوص يأكلون طعاماً شهياً احتفالاً بغنيمة كانوا قد سرقوها. فقرروا أن يحصلوا على الكوخ، ووضعوا خطة للتخلص من اللصوص: في ظلمة الليل، وقف الحمار أمام النافذة ووقف الكلب على ظهره ومن ثم القطة وبعدها الديك. ثم قام كل حيوان باصدار صوته الخاص، نهق الحمار ونبح الكلب وقامت القطة بالمواء بينما صاح الديك. هرب اللصوص خوفاً من الأصوات الغريبة المخيفة تاركين الكوخ لفرقة الحيوانات.
في وقت لاحق من تلك الليلة، أرسل قائد اللصوص أحدهم إلى الكوخ لاستطلاع الأمر، رأى اللص عيون القطة تلمع في الظلام فاعتقد أنه شاهد جمراً مشتعلاً، فحاول إشعال مشعله منها ليُضيء المكان لكن القطة هجمت عليه وخرمشت وجهه، وعض الكلب ساقه ورفسه الحمار خارجاً. ركض اللص إلى أصدقائه صارخاً أن في الكوخ ساحرة شريرة وغولًا وعملاقًا؛ فقرر اللصوص التخلي عن الكوخ. وبهذا استقرت مجموعة الحيوانات في الكوخ وعاشوا فيه بقية أيامهم، وتخلوا عن فكرة الذهاب إلى بريمن.

## المعنى
حكاية عازفو بريمن هي حكاية رمزية تجسيدية صورت الحيوانات بصورة الخدم، حيث جسد الحيوانت الاربعة الخدم الذين افنوا حياتهم في خدمة اسيادهم لكن تم التخلي عنهم لتقدمهم بالسن وتراجع قدراتهم الإنتاجية، إلا أنهم في نهاية القصة يتعاونون ويحققون المستحيل. تتمكن الحيوانات من التغلب على الاشرار، والحصول على منزل جديد، والذي يرمز لحياة جديدة، بالتالي هي إحدى قصص الاخوين غريم والتي «تناولت الرغبات اليوتوبية لافراد الطبقة الدنيا في المجتمعات البرجوازية». تعكس مصائر الحيوانات في القصة مصائر البشر، وتتناول قضايا الحياة المرتبطة بحقوق الانسان والحيوان على حد سواء. من الملفت للنظر أن قصة عازفو بريمن والتي نشرت قرابة عام 1819 متشابهة إلى حد كبير مع الاعلان العالمي لحقوق الانسان والذي صدر عام 1948 من حيث فكرتها، كما أن كل من القصة التي جمعها الاخوين غريم بالإضافة إلى الاقتباسات اللاحقة تحمل في طواياها رسالة تفائل تؤمن بوجود حلول مستدامة، حتى في أكثر الموافق خطرا واشد اللحظات يأسا. تعتبر حكاية عازفو بريمن مثالا نموذجيا للنوع السردي الادبي „Tiere auf Wanderschaft / حيوانات تتجول“. في بحوث التحليل السيكولوجي للحكايات القديمة، تم تناول العديد من الأنماط السردية من الحكايات الخيالية التقليدية، لكن حكاية عازفو بريمن لم يتلقى سوى القليل من الاهتمام 

## نسخة الأخوين غريم
بعد إصدار الطبعة الأولى من كتابهما «حكايات الأطفال والمنزل» (بالألمانية: Kinder- und Haus-Märche) عام 1812 للجزء الأول و1815 للجزء الثاني، أصدر الأخوان غريم في الثالث من تموز عام 1819 الطبعة الثانية والتي تضمنت كلا الجزئين.
ضم الأخوان غريم قصة «عازفو بريمن» إلى مجموعتهم القصصية في الطبعة الثانية وحملت الرقم 27، بذلك نُشرت لأول مرة عام 1819. ذُكِرَت قصتين من منطقة بادربورن كمصدر للقصة، يقال إن الوسيط الذي نقل القصة كان أوغست فرانز فون هاكستهاوزن، رغم عدم وجود دليل ملموس يؤكد على ذلك. في نسخة أخرى ساهمت بها دوروثيا فيهمان من قرية زويرن بالقرب من كاسل، يدخل حيوانات المزرعة المنزل بسلام ويعزفون موسيقى اللصوص مقابل بعض الطعام. عندما يعود اللصوص من عملية سطو في منتصف الليل، تقوم الحيوانات بطرد المستكشف من المنزل. كما هو الحال في القصص الخيالية الأخرى، قام الأخوان غريم بمراجعة وإثراء المواد المقدمة. على سبيل المثال، أضيفت في طبعة عام 1857 جملة «حمل الحمار الأكياس دون هوادة إلى المصنع» لأول مرة. كما أنه وفي حين أن أسماء الحيوانات «العفن الرمادي» (Grauschimmel) و«باكان» (Packan) كانت موجودة بالفعل في الطبعة الثانية من «حكايات الأطفال والمنزل» في عام 1819، وذكر اسما «منظف اللحية» (Bartputzer) و«الرأس الاحمر» (Rothkopf) لأول مرة في الطبعة الرابعة في عام 1840.
احتوى النص الذي قدمه الأخوان غريم منذ طبعته الأولى العديد من التعابير الاصطلاحية:
- merkte, daß kein guter Wind wehte (لقد لاحظ أنه ما من رياح جيدة قادمة: ومعناها، الشعور باقتراب مصيبة أو أخباراً سيئة قادمة).
- wenn’s einem an den Kragen geht (عندما بتعلق الأمر بياقة القميص: وتقال عندما يواجه الشخص أمراً مصيرياً).

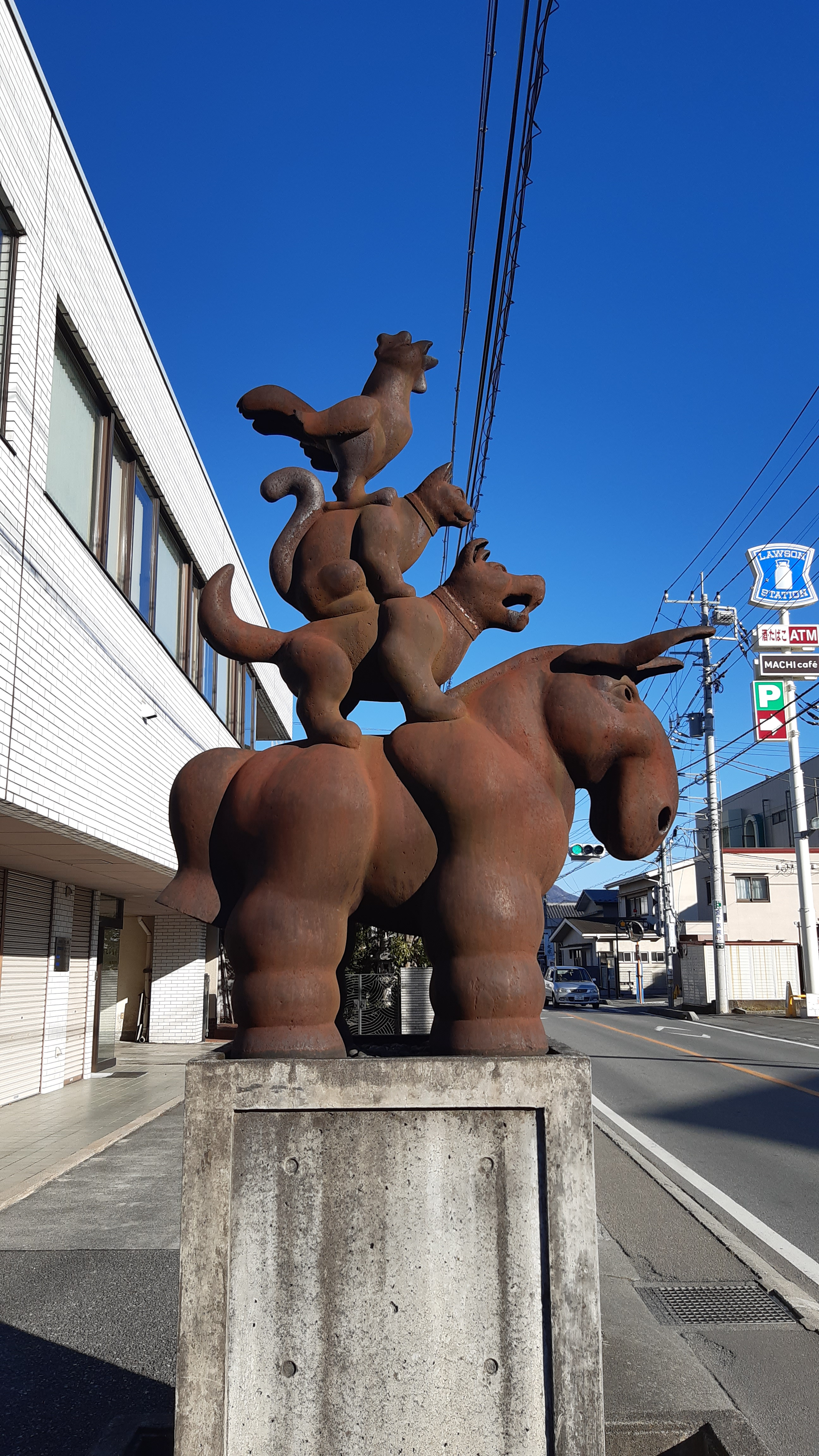
تمثال عازفي بريمن، فوجيكاواجوتشيكو.اليابان

- nun ist guter Rat teuer (النصيحة الجيدة مكلفة الآن).
- durch Mark und Bein (عَبر النخاع والعظم: تقال عندما يتأثر الشخص بحدث أو حوار بشكل كبير).
- ins Bockshorn jagen lassen (تركه وهو يجري في الحلبة: تعني محاصرة شخص ما، تخويفه أو تشجيعه للسير في الطريق الخطأ).
- und der das zuletzt erzählt hat, dem ist der Mund noch warm (وآخر من سرد القصة ما زال فمه دافئاً: تقال كاختتام طريف لقصص الأطفال).
- aßen, als wenn sie vier Wochen hungern sollten (أكلوا كما لو أنهم تضوروا جوعاً لأربعة أسابيع).

### بحوث الحكايات وقصة عازفو بيمن
فُحص وصُنف تطور الحكايات الشعبية الأوروبية من الجانب الزمني والاقليمي المكاني في المقام الأول من خلال بحوث الحكايات: اقدم نسخة مشابهة لحكاية عازفو بريمن وردت بقصيدة عن الحيوانات مكتوبة باللغة اللاتينية اسمها " Ysengrimus" لرجل الدين الغنتي نيفارد فون غينت كتبها قرابة عام 1148. " Der Kecklein" لهانز ساكس من العام 155، ملحمة Froschmeuseler من العام 1595 لجورج رولينهانغ، وأعمال أخرى أتى على ذكرها الأخوان غريم تقتصر شخصياتها على الحيوانات فقط، كما أنه قد استخدم هذا الاسلوب كتاب اخرون  كما فعل خليفة الأخوين غريم لودفيك بيخشتاين في حكايته «Undank ist der Welt Lohn/ الجحود هو مكافأة العالم» الموجودة في كتاب الحكايات الذي قام بجمعه عام 1856 «Neues deutsches Märchenbuch/ كتاب الحكايات الألمانية الجديد». الابحاث الجديدة حول هذا الموضوع اجراها كل من براندكروث واندرياس لينكامب.
من ناحية أخرى، فإن المحاولات العديدة لربط الأماكن والسمات الطبوغرافية في الحكاية بأماكن أو مبانٍ حقيقية ليست بتلك الجدية لذلك فهي عديمة الجدوى. إلاأن وجود كلمة «بريمن» في عنوان الحكاية الخيالية، يشير بكل تاكيد إلى مدينة بريمن الألمانية. في هذه الحكاية، بريمن هي صورة لمكان تطوق لزيارته الحيوانات التي هربت من موطنها. خلال الحقبة الهانزية، كان للمدينة ميثاق يضمن الحقوق المدنية والحرية، كما وعمل العديد من الموسيقيين فيها منذ العصور الوسطى حتى نهاية القرن الثامن عشر، لقد كان أيضًا نهر فيزر الذي يعبر من المدينة ممراً مهماً لعبور المهاجرين إلى الخارج. صداقة الأخوين غريم مع رئيس البلدية السابق يوهان شميدت وابنته يوهان، التي توفيت عام 1819، يمكن أن تكون قد ساهمت أيضًا استخدام اسم المدينة.

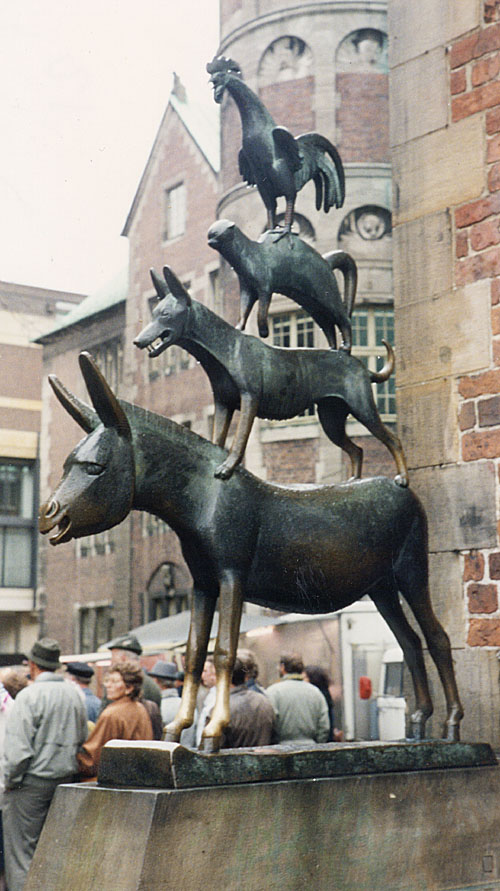
تمثال عازفي بريمن لجيرهارد ماركس

## قصص مشابهة
«عازفو بريمن» لديها العديد من القصص المشابهة في ثقافات شعوب العالم ومنها:
- القصة الألمانية السويسرية «السارق وحيوانات المزرعة»(بالإنجليزية: The Robber and the Farm Animals).
- القصة النرويجية «الخروف والخنزير»(بالإنجليزية: The Sheep and the Pig Who Set Up House).
- القصة الفنلندية «الحيوانات والشيطان»(بالإنجليزية: The Animals and the Devil).
- القصة البلجيكية الهولندية «جوقة القديس جودول»(بالإنجليزية: The Choristers of St. Gudule).
- القصة الاسكتلندية «قصة الحيوان الأليف الأبيض»(بالإنجليزية: The Story of the White Pet).
- القصة الأيرلندية «جاك ورفاقه»(بالإنجليزية: Jack and His Comrades).
- القصة الأمريكية «كيف سعى جاك للبحث عن ثروته»(بالإنجليزية: How Jack Went to Seek His Fortune).
- القصة الجنوب إفريقية «الجائزة العالمية»(بالإنجليزية: The World's Reward).

## الرسم التصويري للقصة
يعد عازفو بريمن من أحد أكثر الشخصيات شهرة في الحكايات الخيالية. الذروة الدرامية في القصة وأكثر احداثها تفضيلا هي حين تشكل الحيوانات هرمًا لإخافة اللصوص.

### الرسوم التوضيحية للكتاب
قدم رسام الكاريكاتير الإنجليزي الشهير جورج كروكشانك النموذج الأولى للرسوم التوضيحية في طبعة الترجمة الإنجليزية لكتاب الأخوين غريم 1823 "German Popular Stories". منذ أن أصبحت الحكاية شائعة جدًا في السنوات التالية لدرجة أنها بالكاد كانت مفقودة في مجموعات القصص الخيالية للاطفال، وبفضل اختراع الطابعة عالية السرعة، ازداد عدد كتب القصص الخيالية المصورة بشكل كبير. لم يقتصر الامر على الكتب فحسب، بل استُخدمت رسوم القصة في العديد من المنتجات التسويقية التي لم تكن موجهة فقط للاطفال، انما للبالغين أيضا: كالطوابع البريدية، الصور اللاصقة، بطاقات التداول "Trading card"، البطاقات البريدية وغيرها الكثير.

### العملات التذكارية
في 9 فبراير 2017، أصدرت جمهورية ألمانيا الاتحادية عملة تذكارية فضية بقيمة 20 يورو كجزء من سلسلة «Grimms Märchen/ حكايات غريم». تم تصميم الزخرفة بواسطة الينا جيربير.

### تمثال عازفو بريمن لجيرهارد ماركس كمَعْلَم وشعار لمدينة بريمن
بداً من العام 1938، ونظرًا لتطور السياحة في مدينة بريمن، كان هناك العديد من التخطيطات لإقامة نصب تذكاري لقصة عازفو بريمن، ولكن لم يتم تنفيذ الفكرة على ارض الواقع لا بعدما زار غيرهارد ماركس، أحد أهم النحاتين الألمان آن ذاك، المدينة عام 1951. المشروع الذي تم العمل به بتكليف من مكتب سياحة المدينة، واقامته في 30 سبتمبر 1953، التي تم التخطيط لها بالاصل تجريبياً قرب الجانب الأمامي الأيسر من قاعة بلدية بريمن، كان مصحوبًا بجدل عام حول التكاليف، الحجم وعدم مراعاة فناني بريمن المحليين.
لم يلقى التمثال في باديء الامر استحسان بعض سكان المدينة المحليين، حيث وجدوه مضحاً، إلاأن رمزيته، دقته واسلوبة الفريد، ساهم في جعل التمثال البرونزي المصغر، الواقع بجوار Bremen Roland معلمًا مميزا لبريمن، وجزء اساسي في برنامج الجولات السياحية. غالبًا ما يقال للزوار أنه إذا لمس المرء أرجل الحمار الأمامية، فستتحقق أمنية. التمثال البرونزي موجود منذ 1953 قاعة بلدية بريمن. عام 2009 تم مناقشة تغيير مكان التمثال، إلاأن الفكرة لم تُنفذ.
التمثال الذي بلغ طوله 200 سم، والمقام رسميا منذ عام 1955 يقع ضمن قائمة حماية الاثار. النسخة الثانية من تمثال جيرهارد ماركس موجودة منذ عام 1973 في متحف بوش- ريسينجر بجامعة هارفارد في مدينة كامبريدج الأمريكية الواقعة في ولاية ماساتشوستس، ونسخة أخرى في شركة Milwaukee، بلاضافة إلى عشر نسخ مصغرة أخرى موجدة في مجموعات مختلفة.

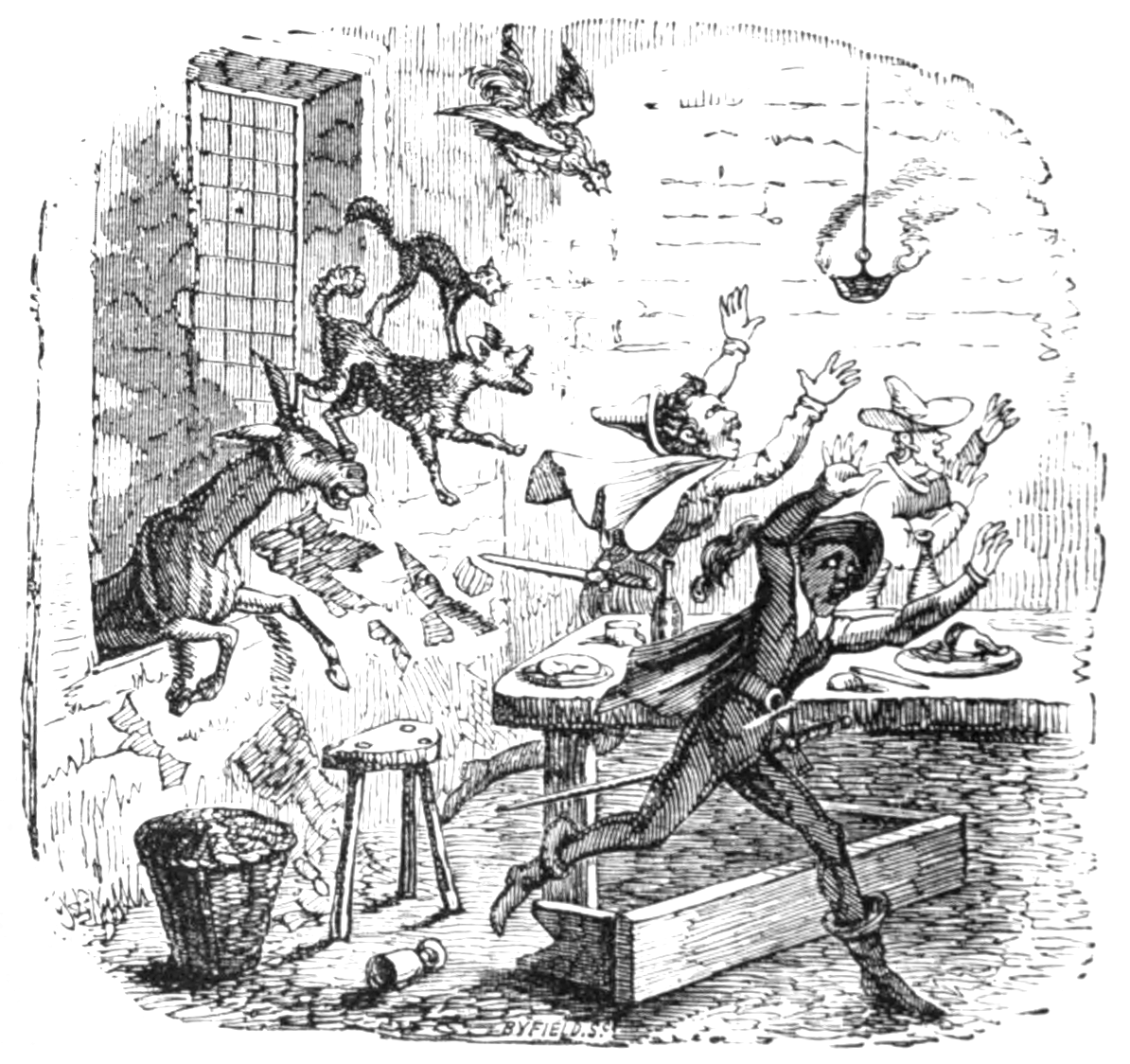
الرسم التوضيحي الاول للقصة لجورج كروكشانك 1823
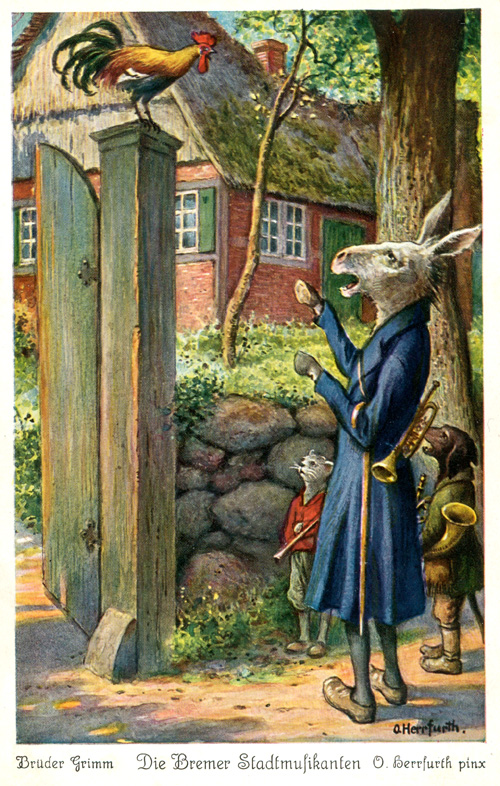
عازفو بريمن رسم توضيحي خرافي لأوسكار هيرفورث ، قرابة عام 1920-1930
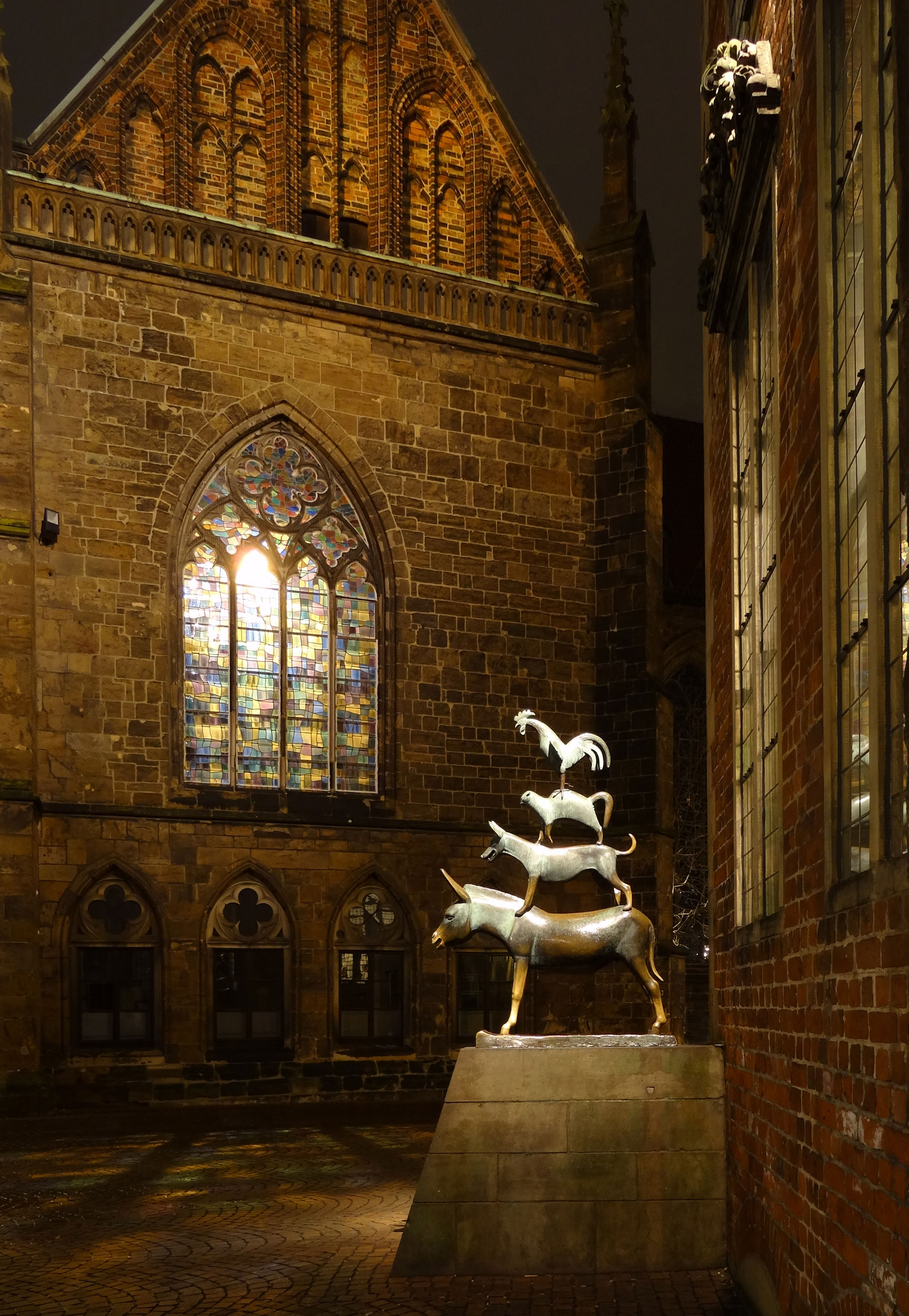
عازفو بريمن لجيرهارد ماركس (1953) في قاعة بلدية بريمن ، خلف كنيسة السيدة العذراء

### المجسمات التمثيلية
- تمثال لشخصيات القصة من البرونز لبرنارد هوتجر منذ العام 1926 في شارع بوتشير بريمن
- تمثال برونز في بريمن لجيرهارد ماركس 1953 قرب مبنى البلدية
- مرفق نافورة لكارل ليمك. قرابة عام 1979 امام مسرح فايدشبايشر في ايرفورت[20]
- نافورة برونزية لعازفي بريمن في اينزي منذ عام 1984 امام قاعة بلدية اينزي، استبدلت الحيوانات الاصلية بالقصة بحيوانات المنطقة المحلية: ديك، خنزير، بطة، قطة وحمامة
- حجر تذكاري بالقرب من منطقة براكيل / هوكستر[21]
- تمثال برونزي لعازفي بريمن لكريستا بومغارتل في ريغا خلف بيتريكيرش، تبرعت بها مدينة بريمن كونها المدينة التوأم لريغا عام 1990[22]
- تمثال في لايبزيغ N 51° 19.878', O 012° 23.315'، حيث تغلبت الحيوانات على السارق الاخير
- لوحة تذكارية بعنوان Syker Heroes في Syke-Suurend مع آثار برونزية للحمار، الكلب، القط والديك، والتي تم صنعها حوالي عام 1250
- منحوتة نحاسية بواسطة إدموند هوبف على جدار منزل في بريمن هوشتينغ، كيرشوتشتنجر لاندشتراسه؛ مؤسسة جيوبا
- مجسم في منطقة أنتون-بيك-بلاتز في حديقة إفتلينج الترفيهية
- مجسم لحيوانات القصة من تصميم هاينريش مولر (1835-1929) في غرفة مجلس الشيوخ في بريمن راتسكيلر منذ نهاية القرن التاسع عشر
- تمثال نحاسي لأوغست تولكن (1892-1975)، في بريمن
- تمثال نحاسي لكارل إيرنتروت في بريمن؛ منذ عام 1950
- برج مجسم لحيوانات القصة من تصميم لوتز هانيل عند تقاطع شارعي مولين وتوخماخير في فورستينوالد / سبري
- وسام مجلس شيوخ بريمن عام 1965
- في اليابان، تم إنشاء تمثال حجري في أوساكا في عام 1985[23]، وفي عام 1998 صنعت الفنانة بريمن كيرستن برونييس منحوتة لمدينة كاواساكي.[24]
- في عام 1993، صممت الفنانة البولندية كاتارزينا كوزيرا مجسم لعازفي بريمن لكن في نسختها وضعت حيوانات محشوة مقتولة فوق بعضها على شكل هرم . أصبح العمل موضوع نقاش ساخن حول الحدود الأخلاقية للفن بسبب مقطع فيديو عنيف لقتل حصان. العمل موجود في معرض Zachęta في وارسو[25]
- كجائزة بريمن للتضامن، تُقدم منذ عام 1988 منحوتة لموسيقي المدينة للفنان بيرند ألتنشتاين.
- ماوريتسيو كاتيلان: الحب يدوم إلى الأبد " Love lasts forever"، تمثال مصنوع من أربعة هياكل عظمية للحيوانات فوق بعضها البعض، 1997، كونستال بريمن

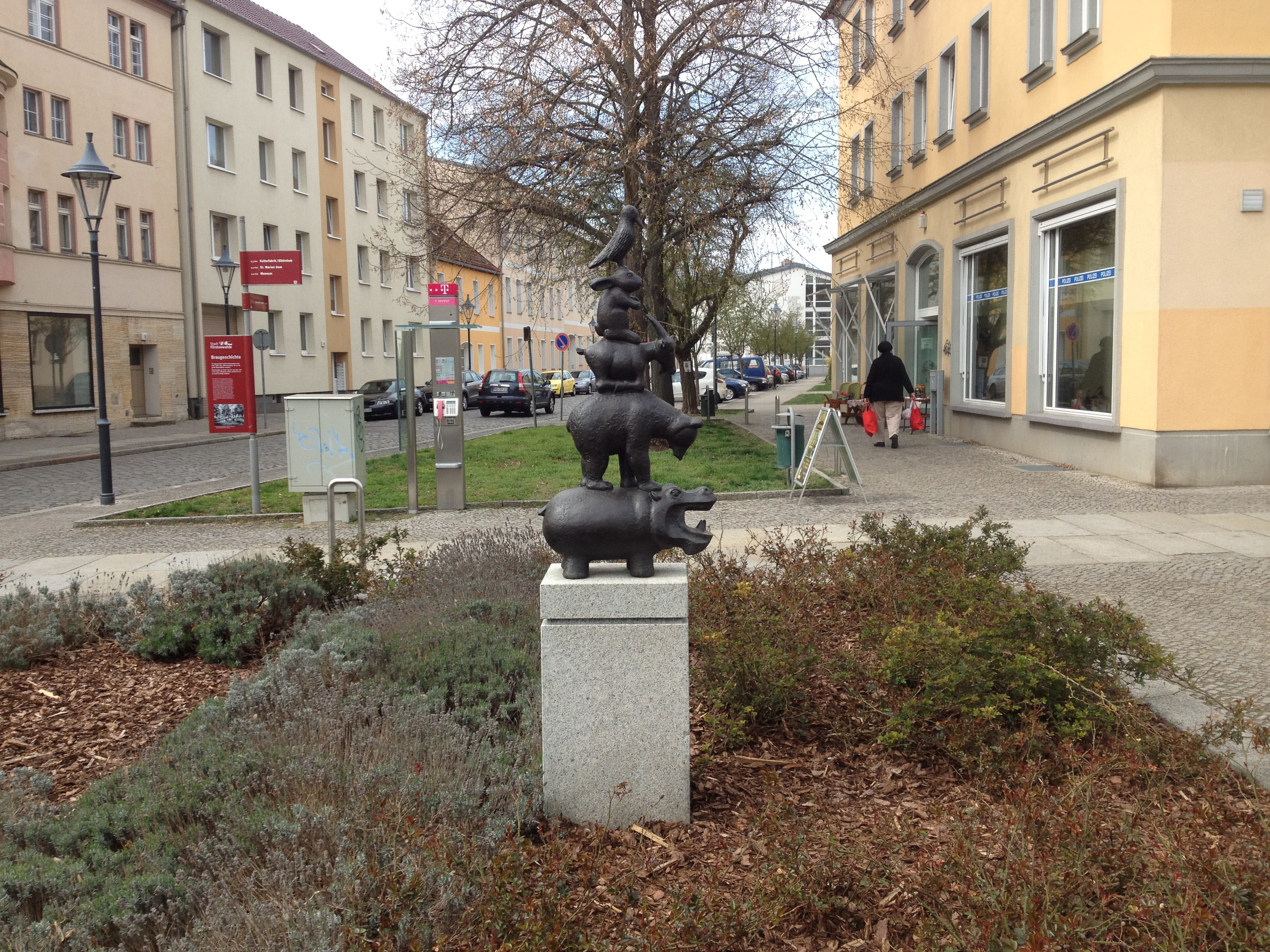
مجموعة برج عازفو بريمن للوتز هان ل فورستينوالد / سبري
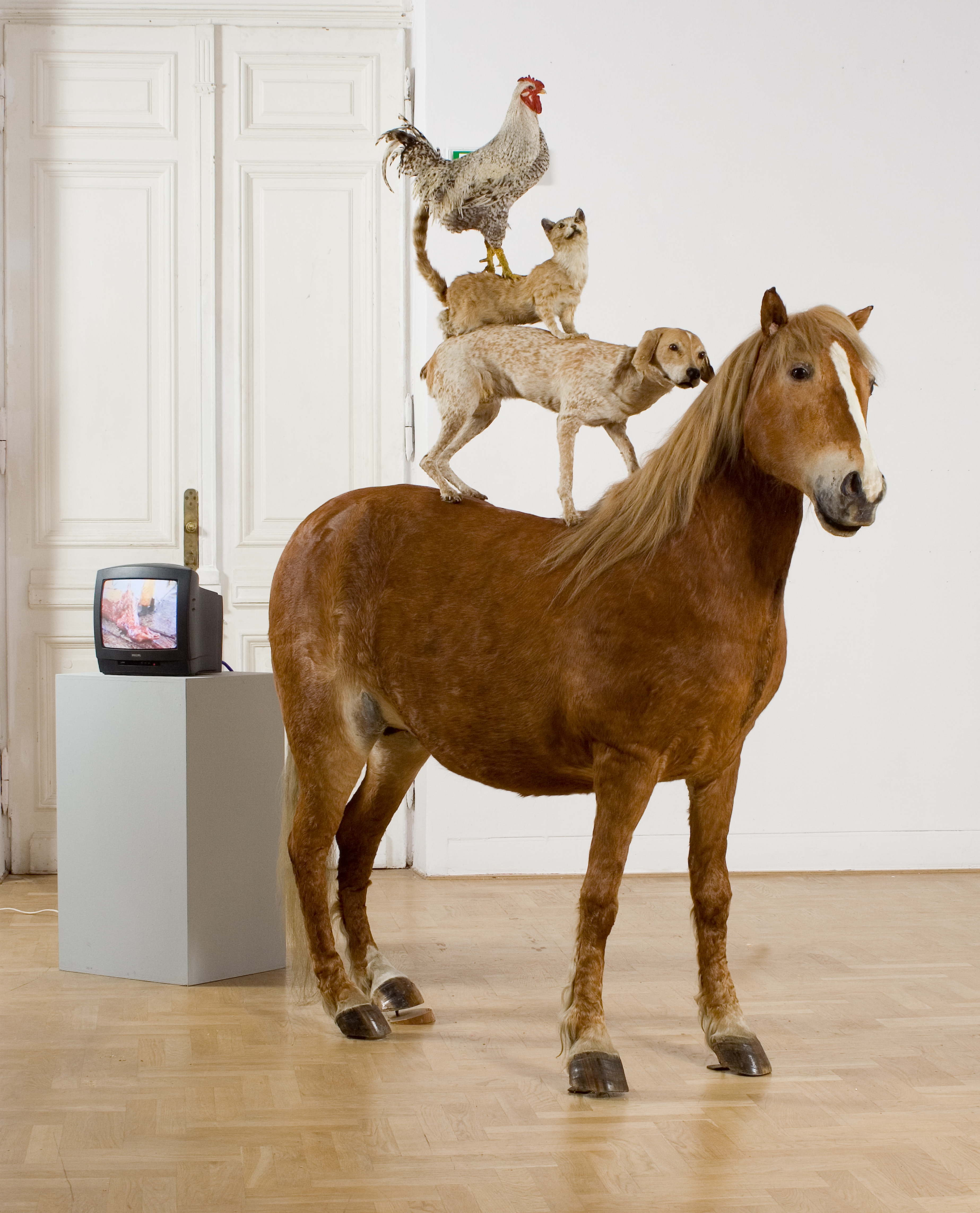
عمل كاتارزينا كوزيرا
موسيقيو مدينة بريمن، برلينموسيقيو مدينة بريمن، برلين

## التراث الثقافي
يمكنك العثور على شيء أفضل من الموت في كل مكان/ etwas Besseres als den Tod findest du überall " اقتباس من حكاية عازفو بريمن استخدمه الكاتب الألماني كارل تزوكماير في أحد أعماله " Der Hauptmann von Köpenick/ نقيب كوبينيك"، ولعله لم يجد جملة أخرى أكثر ملائمة للتعبير عن إنه يمكن للمرء إنشاء بداية جديدة حتى في أكثر المواقف يأسأ. لم يقتصر الامر عليه فقط، بل وجد العديد من الادباء، المخرجين، الموسيقيين والفنانين الإلهام في حكاية عازفو بريمن لما فيها من رموز ذات معاني عميقة، كالكاتب والمصمم الجرافيكي الألماني جونتر برونو فوكس، يانوش، العالم السياسي الألماني إيرينج فتشر، نيكولاس بورن  وغيرهم الكثيرون. 

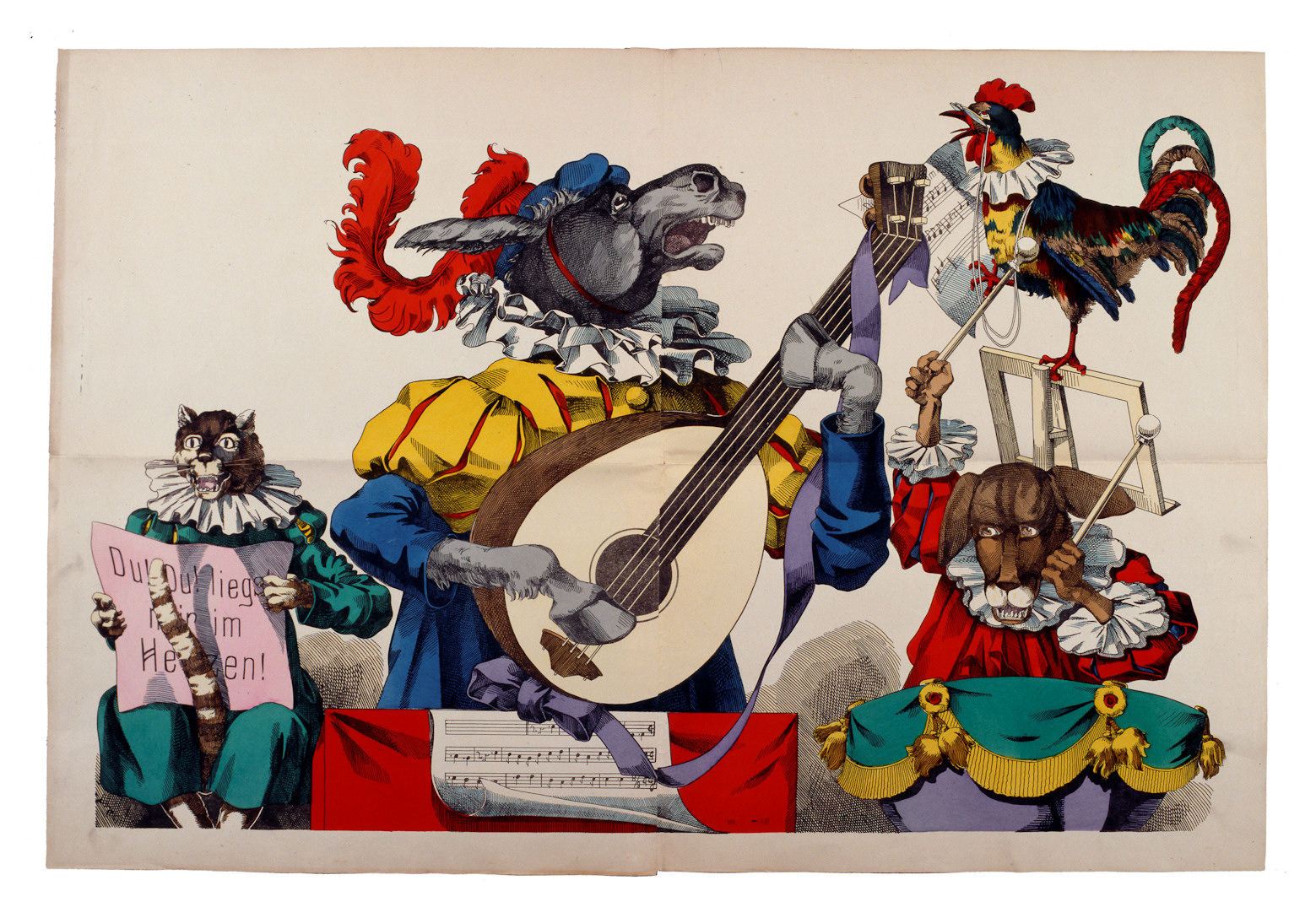
عازفو بريمن، رسم للفنان فريديرك تشارلز ونتزل

### على الشاشة
- الملحن الألماني الأمريكي ريتشارد موهاوبت أسس أوبرا «عازفي بريمن»، التي عُرضت لأول مرة في بريمن عام 1949.
- تم تكييف الحكاية بطريقة فكاهية لمسلسل الأطفال البريطاني«الذئاب والسحرة والعمالقة» الذي قدمه سبايك ميليغان، ولكن مع الأحداث التي تجري في بروم (اختصار لبرمنغهام) بدلاً من بريمن.
- في الاتحاد السوفيتي، تم تكييف القصة بشكل فضفاض في مسرحية موسيقية متحركة في عام 1969 بفضل يوري إنتين وفاسيلي ليفانوف تحت عنوان «عازفو بريمن(فيلم)». تلتها تكملة بعنوان «على درب عازفي بريمن». في عام 2000، تم عرض تكملة ثانية مدتها 56 دقيقة، تسمى «عازفو بريمن الجدد».[31]
- في عام 1972، أنتج جيم هينسون نسخة مع الدمى المتحركة له بعنوان «دمى عازفي بريمن» (بالإنجليزية:The Muppet Musicians of Bremen)، تدور أحداثها في لويزيانا بدلاً من بريمن.
- في عام 1976، في إيطاليا، قام كل من سيرجيو باردوتي ولويس باكالوف بتكييف القصة إلى مسرحية موسيقية تسمى I Musicanti، والتي تمت ترجمتها بعد ذلك بعامين إلى البرتغالية من قبل الملحن البرازيلي شيكو بواركي. كانت المسرحية الموسيقية تسمى «سالتيمبانكوس» (Os Saltimbancos)، وتم إصدارها لاحقًا كألبوم، وأصبحت واحدة من أعظم الأعمال الكلاسيكية للأطفال في البرازيل. تم تحويل هذا الإصدار أيضًا إلى فيلم.
- في إسبانيا، تم تحويل القصة إلى فيلم رسوم متحركة طويل يسمى التروتاميون (بالاسبانية:Los Trotamúsicos) في عام 1989، من إخراج كروز دلغادو. يتتبع المسلسل قصة أربعة أصدقاء للحيوانات: كوكي الديك، لوبو الكلب، القطة بورلون وتونتو الحمار؛ الذين يشكلون فرقة في العزف على التوالي على الجيتار والطبول والبوق والساكسفون. على عكس القصة الأصلية، وصلوا إلى بريمن، قبل العودة للعيش في منزل اللصوص.

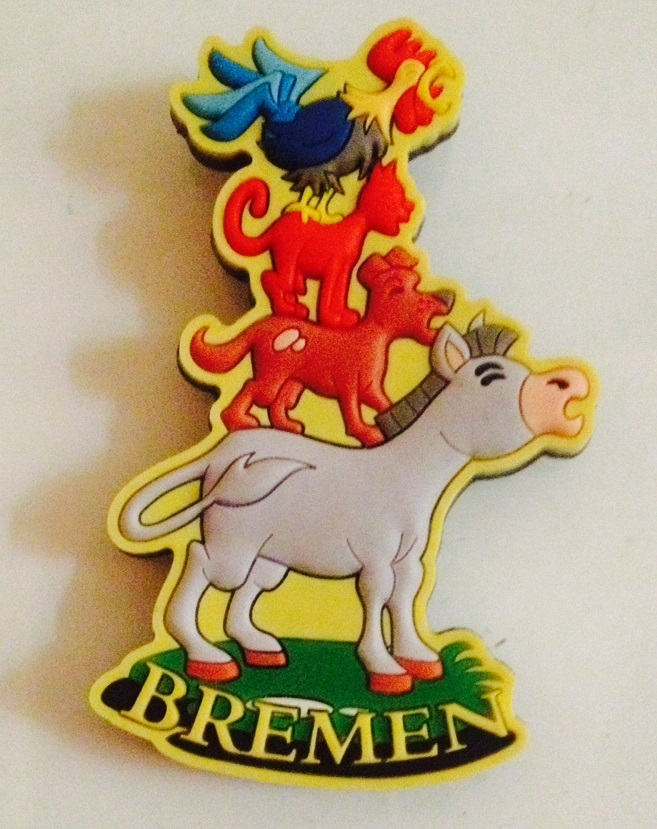
قطعة مغناطيسية تمثل عازفي بريمن

- في اليابان، قدمت Tezuka Productions فيلمًا تلفزيونيًا متحركًا بعنوان الخيال العلمي، تم عرضه لأول مرة في عام 1981، بعنوان بريمن 4: الملائكة في الجحيم. تدور أحداث الفيلم حول كائن فضائي يزور الأرض أثناء غزو عسكري لمدينة بريمن الخيالية ومنح أربعة حيوانات استنادًا إلى تلك الموجودة في القصة الأصلية جهازًا يمكنه تحويلها إلى بشر. على الرغم من أنه يستهدف الأطفال، إلا أن الفيلم يحتوي على قدر كبير من العنف المسلح وتصوير جرائم الحرب، لكن موضوعه الأساسي هو مناهضة الحرب.قطعة مغناطيسية تمثل عازفي بريمنفي ألمانيا والولايات المتحدة، تم تكييف القصة في فيلم رسوم متحركة في عام 1997 تحت عنوان «الأربع الشجعان» (بالإنجليزية:The Fearless Four) (بالألمانية:Die furchtlosen Vier)، على الرغم من اختلافها بشكل كبير عن مصدرها؛ إلَّا أنَّ الحبكة العامة هي نفسها، يصل الأربعة إلى بريمن ويساعدون في تحريرها من قبضة شركة ميكس ماكس (Mix Max) الفاسدة، إلى جانب إنقاذ الحيوانات التي تخطط الشركة لتحويلها إلى نقانق. قام ببطولته مغني آر أند بي جيمس إنجرام في دور باستر الكلب، وعازف الجيتار بي بي كينغ في دور فريد الحمار والمغني وعازف البيانو أوليتا آدامز في دور جويندولين القط والموسيقي الإيطالي زوكيرو فورناسياري في دور تورتيليني الديك في النسخة الإنجليزية الأصلية.

### الأعمال المسرحية
من الأعمال المسرحية المقتبسة من حكاية عازفي بريمن:
- ريتشارد موهاوبت: موسيقيو مدينة بريمن. أوبرا بوفو (1949)[32]
- جيرترود روريخت: موسيقيو مدينة بريمن: استنادًا إلى حكاية الأخوان جريم (1953) [33]
- هربرت والتر: موسيقيو مدينة بريمن ؛ المخرج: هانز ديتر شميدت في مسرح الصداقة برلين (1959)[34]
- روبرت بوركنر: موسيقيو مدينة بريمن (1960)[35][36]
- هانز بيرجيز بالاشتراك مع أورف شولويرك وأنيليس شمولك اعادا صياغة القصة كأوبرا للاطفال.

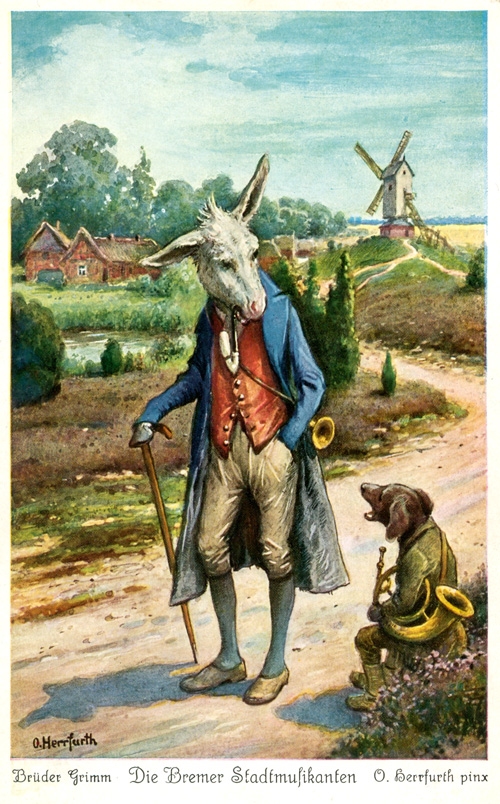
الحمار عندما يلتقي الكلب، عمل فني لأوسكار هيرفورث قرابة عام 1920

### مسرحيات الراديو (مختارات)

#### أعمال بالألمانية المحكية
- 1957: عازفو بريمن. إنتاج: RB (راديو بريمن). مؤلف ومخرج المسرحية الإذاعية: إروين ويرشاز. الشخصيات: هيرمان بودي، كاسبر فولتير، بيرند فيكمان، هاينرش كنست، فريدريك باوشلتي، واخرون
- 1963: عازفو بريمن. المنتج: NDR (راديو شمال ألمانيا). مؤلف المسرحية الإذاعية: لودفيك رادكامب، إخراج: هانز توجل، يوتا زيك. الشخصيات: أوتو لوتجي (الحمار)، هاينز لانكر (الكلب)، هيلدا سيخس (القطة)، إدغار بيسين (الديك)، فالتر بولرديك (المزارع)، هارتويغ سيفيرس (الراوي)
- 1966: عازفو بريمن. المنتج: RB (راديو بريمن). مؤلف المسرحية الإذاعية: لودفيج راثكامب، إخراج: ديتر إيلرز. الشخصيات: بيرند ويجمان (الحمار)، وكارل هينريش (الكلب)، وإنجبورج فالتر (القطة)، وهانس يورغن أوت (الديك)، ووالتر أ. كريي (المزارع).

#### أعمال بالألمانية الفصيحة
- 1957: عازفو بريمن. إنتاج: إذاعة ألمانيا الشرقية. مؤلف النص: هيلا أونراه، المخرج: دورا كونيغ. الشخصيات: إريك س. كلاين (الحمار)، ثيو ماك (الكلب)، غونثر ميكسنر (الديك)، باربرا وينكلر (القطة)
- 1958: عازفو بريمن. إنتاج: SWF (راديو الجنوب الشرقي). مؤلف النص: نوربرت وين، المخرج: هانز بيرند مولر. الشخصيات: هانس برنهارد، ريتشارد بون، فريدريش فون بولو، ستيفاني ويزاند، هورست فيرنر لوس
- 1987: عازفو بريمن. إنتاج : إذاعة ألمانيا الشرقية. مؤلف النص: توماس روزنلوتشر، المخرج: ماريتا هوبنر. الشخصيات: هيلدجارد أليكس (القطة)، لوتز ريمان (الكلب)، بيتر روسي (الديك)، مارتن سيفرت (الحمار)، ولفجانج أوستبرج (الراوي)
- 1993: عازفو بريمن. المنتج:SDR إذاعة جنوب ألمانيا. المؤلف: توماس روزنلوتشر، المخرج: أوتو دوبين. الشخصيات: ستيفان ويغر (الحمار)، ماتياس هاس (الكلب)، فيرونيكا نيكل (القطة)، إرنست إتش هيلبيش (الديك)
- 1998: عازفو بريمن. المنتج: WDR إذاعة شرق ألمانيا كولن. المخرج: اوفي شاريك. الشخصيات: لينا ستولز، آنا ماجدالينا فيتزي، ماتياس هاس، كريستيان بروكنر
- 2009: موسيقيو مدينة بريمن. المنتج: rbb. (إذاعة برلين براندينبورغ) مؤلف النص: باربرا بلنسات، بيتر غوغيش، المخرج: باربرا بلنسات. الشخصيات: أولريش نوثين، غابور بيدرمان، ماري جروبر.

### الأدب
- كتب ريتشارد سكاري مقتبسًا من القصة في كتابه «حكايا الحيوانات للحضانة» عام 1975. وفيه، انطلق الحمار والكلب والقط والديك لأنهم ملوا من الزراعة.
- في مسرحية المغامرة اليابانية Morenatsu، شخصية الكلب كويا (Kōya) هي جزء من فرقة موسيقى الروك مع ثلاثة فنانين آخرين، وهم قطة وطائر وحصان. وقد تمَّت الإشارة إلى التشابه مع قصة «عازفو بريمن»، مع حديث موجز يشرح القصة الخيالية.
- في الألبوم الكوميدي الرابع لبلاكساد «جحيم صامت»، ينكشف لغز في نيو أورلينز حول الأعضاء الباقين من مجموعة موسيقية لم تعد موجودة والتي كانت تتألف سابقًا من كلب، قطة، ديك، وحمار، وجميعهم هاجروا المدينة من منزلهم على جزيرة جنوبية.

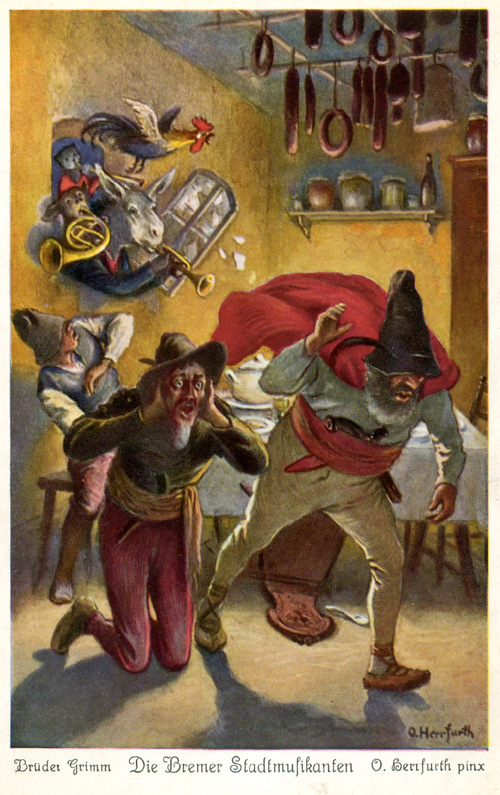
الحيوانات وهي تخيف اللصوص، عمل فني لأوسكار هيرفورث قرابة عام 1920

### موسيقى
- في أوائل القرن العشرين، قام فرانك لوثر الموسيقي الأمريكي الشعبي بنشر الحكاية الموسيقية للأطفال باسم مغنو راجليتاغلتاون[37]، والتي تم تقديمها في كتب الموسيقى المدرسية للأطفال وتم عرضها في مسرحيات الأطفال.
- أغنية «موسيقيو بريمن»(1972)، استنادًا إلى قصة الأخوين غريم الخيالية «عازفو بريمن»، عرضه مغنو الملك (The King's Singer) لأول مرة في سيدني في 15 مايو 1972.

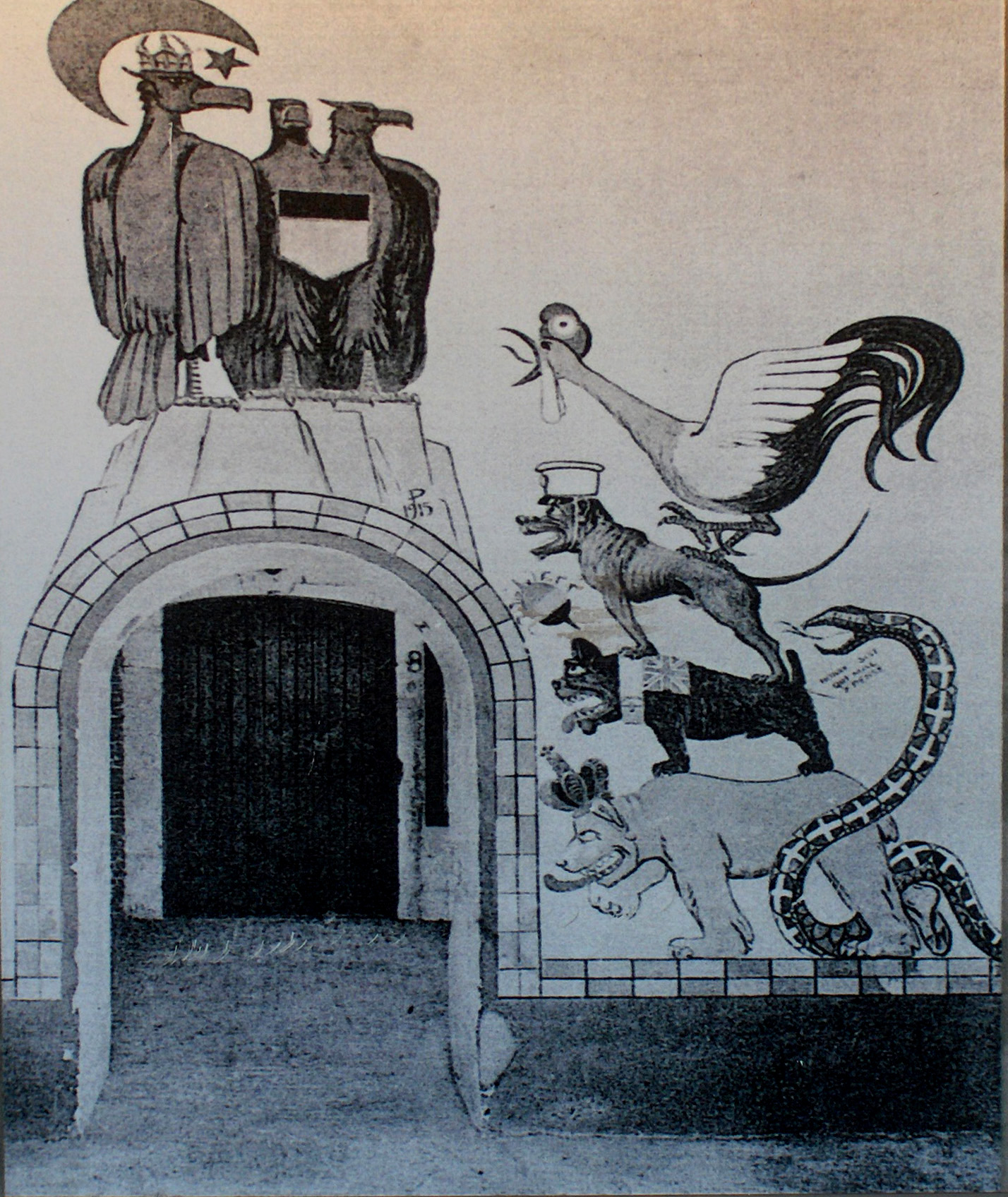
رسم الجندي الألماني هاينريش أوتو بيبير

- في عام 2012، أصدرت المجموعة الموسيقية الأمريكية بيجبن تيتار سي أو، أول ألبوم لها بعنوان بريمن، مع الأغنية الخامسة من كلمات «بريمن» تحكي قصة عازفي بريمن.رسم الجندي الألماني هاينريش أوتو بيبيرفي عام 2015، أصدر موسيقي الروك الياباني كينشي يونيزو ألبومه الثالث بعنوان بريمن، حيث ركزت كلمات الأغنية السادسة «ويل-أو-ويسب» على قصة عازفي بريمن.

### الفن والنحت
- قدم النحات جيرهارد ماركس[38] عام 1953 تمثالاً برونزياً للحيوانات الأربعة، الجزء السفلي من الحمار، والكلب على ظهره وبعد ذلك القط والديك على القمة، وهو موجود الآن في مدينة بريمن.
- توجد الآن تماثيل على غرار تمثال «عازفو بريمن» أمام كل من المدارس البيطرية الألمانية الخمس.
- يمكن العثور على نسخة طبق الأصل أخرى من التمثال في حديقة ليندن للنحت، الواقعة في ميلووكي.
- يمكن العثور على نسخة من هذه الحكاية على الحائط في حصن نابليون، أوستند، بلجيكا.
- رسم هاينريش أوتو بيبير الجندي الألماني خلال الحرب العالمية الأولى، النسور الألمانية والنمساوية المجرية على عرش فوق صخرة، تحت ضوء الهلال التركي، وهم ينظرون بازدراء إلى الجهود غير المجدية التي يبذلها عازفو بريمن لمطاردتهم. هذه الحيوانات هي رموز لقوات الحلفاء: على رأس الديك الفرنسي، يقف على ابن آوى الياباني، يقف على الكلب (بول دوغ) الإنجليزي، يقف على الدب الروسي. تم تصوير إيطاليا على أنها ثعبان ملتوي وبلجيكا كخنفساء ثلاثية الألوان.
- يُظهر النحت في ريغا الحيوانات وهي تخترق جدارًا (يرمز إلى الستار الحديدي).[39]
- تم تسمية تقاطع طرق في مدينة بيون الهندية على اسم بريمن باسم «بريمن تشوك» وله منحوتة من آلة استخدمها الموسيقيون الأربعة.[40]
- تمتلك مدينة فوجيكاواجوتشيكو في اليابان تمثالها الخاص عازفي بريمن.

### تمثال عازفي بريمن
لقد تم نصب  تمثال لـلحيوانات الأربعة في عدة مدن من العالم؛ منها:
- داخل ألمانيا:
  - مدينة بريمن
  - مدينة زوكة
  - مدينة بريمرفورده
  - مدينة كولن-سالز
- خارج ألمانيا:
  - مدينة زيلينوغراد (روسيا)
  - مدينة ريغا (ليتوانيا)
  - مدينة أتالانتا (الولايات المتحدة)
  - مدينة فوجيكاواجوتشيكو (اليابان)

### ألعاب الفيديو
- في لعبة سوبر تيمبو، يتم تعيين المرحلة الثانية في بريمن، وهدف اللاعب هو العثور على أشباح موسيقيي البلدة المتوفين وجمع شملهم - يشار إليهم باسم البريمينيون.
- في لعبة أسطورة زلدا: قناع ماجورا، هناك موسيقي يروي قصته عن كيف كان في فرقة موسيقية تديرها الحيوانات. للاستماع إلى قصته، يتلقى اللاعب عنصرًا يسمى قناع بريمن، وهو إشارة إلى عازفي بريمن.

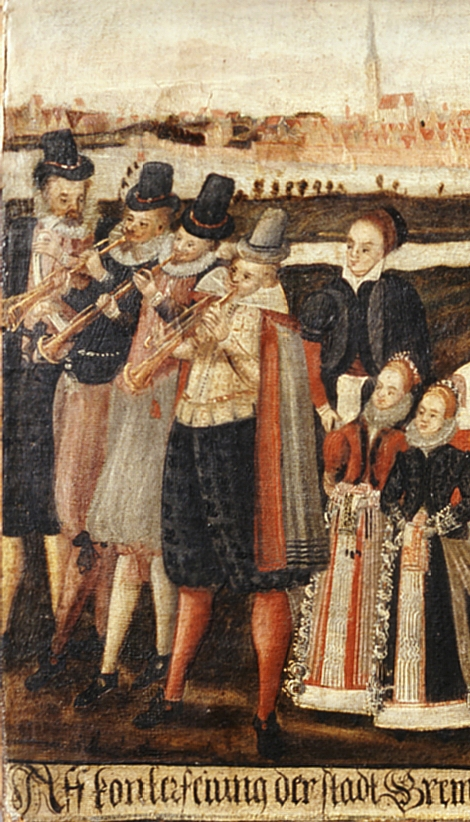
موسيقيو مجلس بريمن يقودون موكب زفاف (1618). اللوحة موجودة متحف Focke في بريمن

- في لعبة سكين أغاثا، يوجد اختبار داخل اللعبة حيث يتم سؤالك عن الحيوانات التي يتكون منها عازفو بريمن، مما يسمح لك بالذهاب إلى حديقة الحيوان مجانًا.موسيقيو مجلس بريمن يقودون موكب زفاف (1618). اللوحة موجودة متحف Focke في بريمنفي لعبة سوبر روبوت ساغا: حدود لا نهاية لها، تم تسمية أعضاء جيش الأوركسترال الأربعة باسم إيزل وكاتز وهيني وكيون - الكلمات الألمانية للحمار والقط والدجاجة والكلمة اليونانية للكلب، على التوالي. تنظيمهم الذي يطلق عليه جيش الأوركسترال هو إشارة أخرى إلى القصة.
- في لعبة الساحر: الصيد في البرية، يظهر عازفو بريمن على أنهم شخصيات غير قابلة للعب.

## عازفو بريمن وموسيقيو المجلس في بريمن قديماً
عازفو بريمن الحقيقيون، والذين يمثلون حلم الحيوانات الاربع في القصة، هم في الحقيقة عازفون تم توظيفهم في بريمن من قبل سلطة المدينة، عام 1339، اُتي على ذكر عازف بوق المجلس في وثيقة في بريمن. في وقت لاحق كان الضوء مسلط على اربع عازفين من اصل 1500 في مدن شمال ألمانيا: عافيّ بوق، عازف ترومبون وموسيقيين اثنين من موسيقيي مجلس بريمن. لقد رافقوا مفوَضي المدينة، من بين آخرين، إلى ديفينتر وهامبورغ وعزفوا في حفلات استقبال المجلس وحفلات الزفاف. كما أنه يظهر في اللوحات الزيتية المتعددة في بريمن التي صورت حفلات الزفاف العائدة للقرن التاسع عشر اربع عازفي بوق. في عام 1751، تم ضم موسيقيي المدينة الاربع إلى فرقة موسيقى المدينة. في القرن التاسع عشر، واصل مدير الفرقة الموسيقية السير على نهج عازفي بريمن، ما أدى إلى تشكيل أوركسترا اليوم المدعومة من قبل المدينة.